# LiMo Foundation
LiMo Foundation (fundación Linux Mobile) es una asociación sin ánimo de lucro fundada por Motorola, NEC, NTT DoCoMo (del grupo NTT), Panasonic Mobile Communications (del grupo Matsushita), Samsung Electronics (del grupo Samsung), y Vodafone en enero del 2007. Este consorcio industrial está trabajando para la creación de una plataforma de desarrollo auténticamente libre para dispositivos móviles, independiente del hardware, y basada en el sistema operativo GNU/Linux.

## Plataforma
La primera versión del SDK está prevista para mediados del 2008, y tiene como objetivo conseguir un ámbito de desarrollo transparente que permita la contribución a la plataforma con software, o servicios de los fabricantes de móviles u operadores entre otros. Con esto se alcanzará gran diversidad de productos. La liberación de los primeros sistemas está prevista para el 16 de febrero de 2010
El funcionamiento de la plataforma está basado en dispositivos móviles con una arquitectura modular basada en plug-ins sobre un sistema operativo libre (en el caso GNU/Linux) con un entorno de ejecución seguro que soporte aplicaciones descargables. Guarda muchas similitudes con otra plataforma basada en Linux y respaldada por Google como es la conocida Android, pero aunque ambas se centran en extender el uso de GNU/Linux sobre móviles, LiMo pretende más desarrollar un entorno común sobre el cual las aplicaciones de cada desarrollador podrá correr independientemente del hardware y sin problema alguno. 
El caso de Android es un sistema operativo completo con interfaz de usuario, y un SDK para el desarrollo de aplicaciones en Java más próximo al desarrollador.

## Miembros de Limo Foundation

### Miembros fundadores
- Motorola (Ya no forma parte del grupo)
- NEC
- NTT DoCoMo
- Orange
- Panasonic
- Samsung
- Vodafone

### Miembros de base
- Access Linux Platform
- Aplix
- Azingo
- LG Electronics
- McAfee
- SK Telecom
- Texas Instruments
- Verizon
- Wind River

### Miembros asociados
- Acrodea
- AMD
- ARM
- Broadcom
- Ericsson
- ETRI
- FueTrek
- Huawei
- Infineon
- Innopath
- KTF
- Kvaleberg AS
- MontaVista Software
- Mozilla Corporation
- NXP B.V.
- Open Plug
- Purple Labs
- Red Bend Software
- Renesas
- Sagem Mobiles
- Samsung SDS
- SFR
- SoftBank
- STMicroelectronics
- Trolltech

## Relacionados
- OpenMoko
- Android
- Greenphone
- Linux Phone Standards Forum
- Mobile Linux Initiative
- Open Mobile Alliance (OMA)
- MeeGo